# Ochrona przyrody w Niemczech

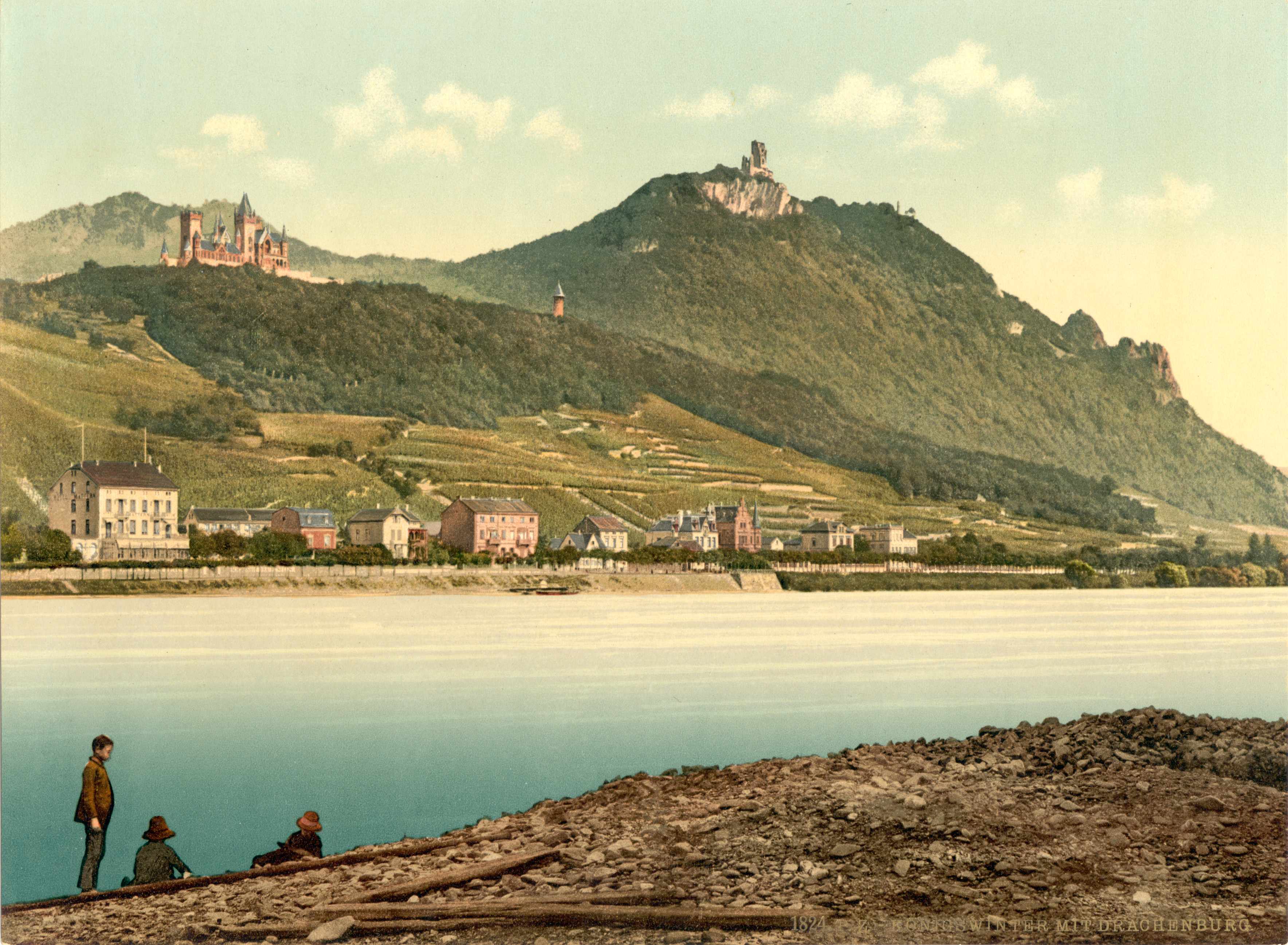
Drachenfels w r. 1900, najstarszy ciągle chroniony obszar w Niemczech

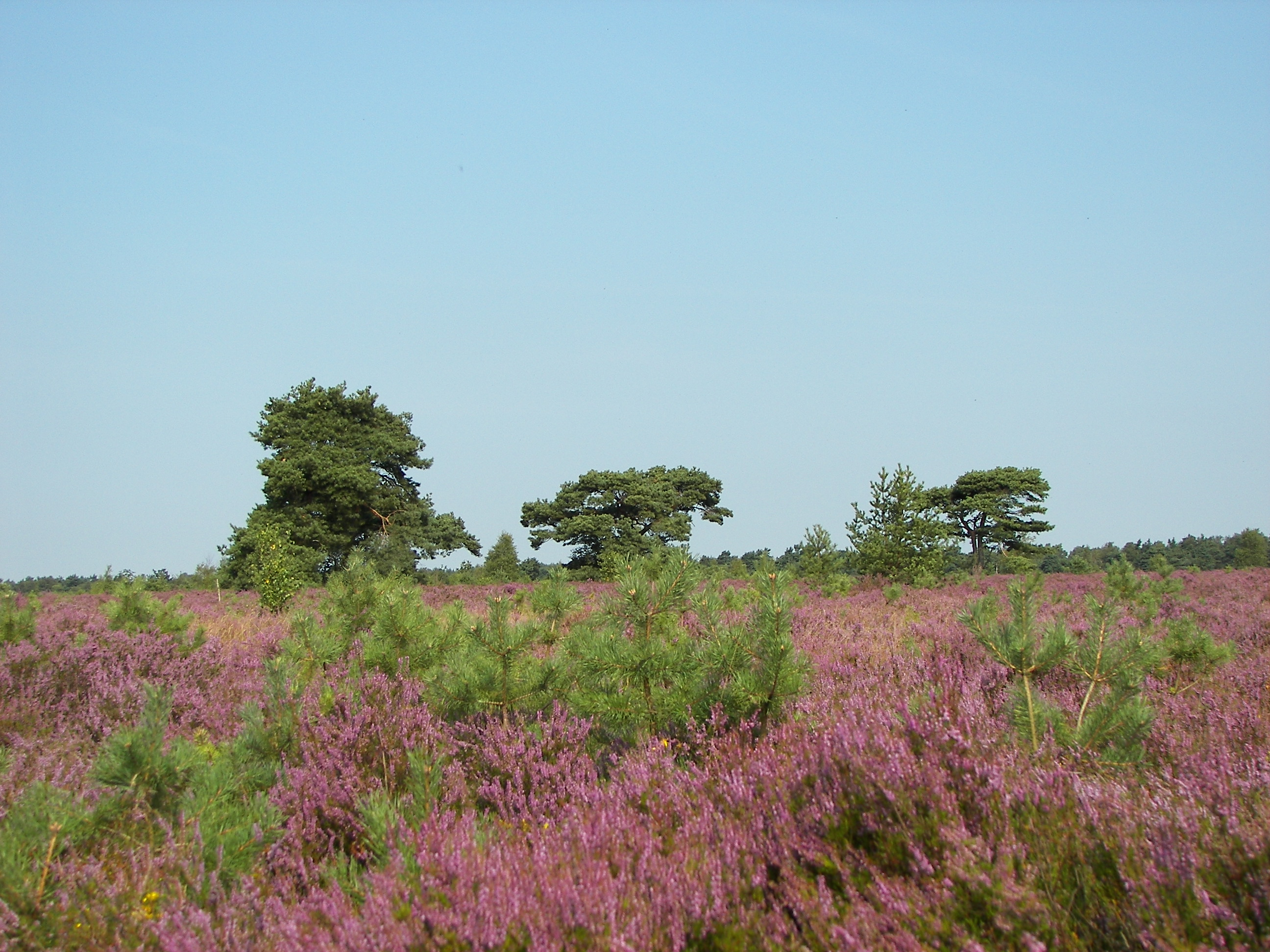
Pustać Lüneburska była do lat 50. XX wieku jedynym większym obszarem chronionym w Niemczech

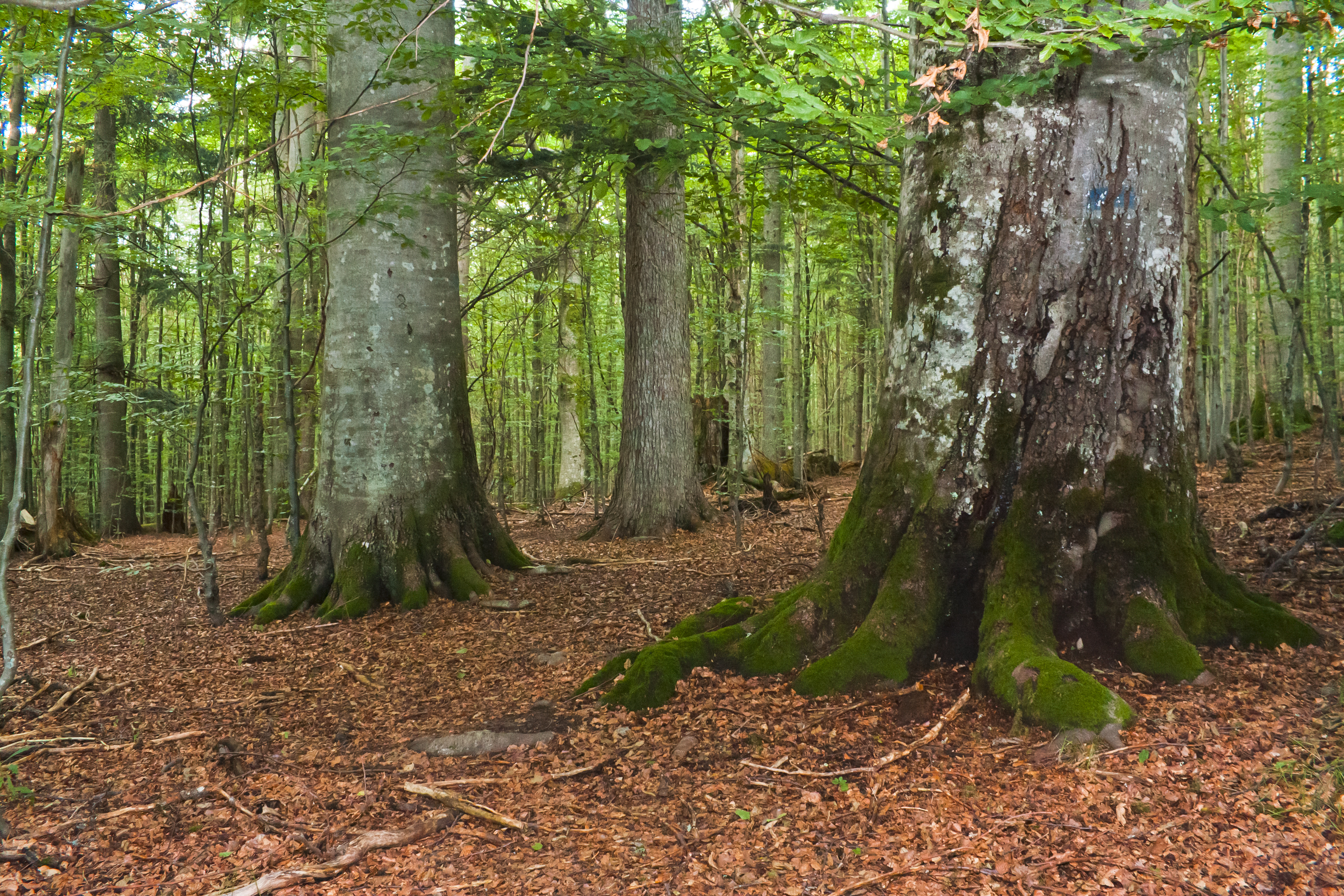
Starodrzew w Parku Narodowym Lasu Bawarskiego, najstarszym w RFN

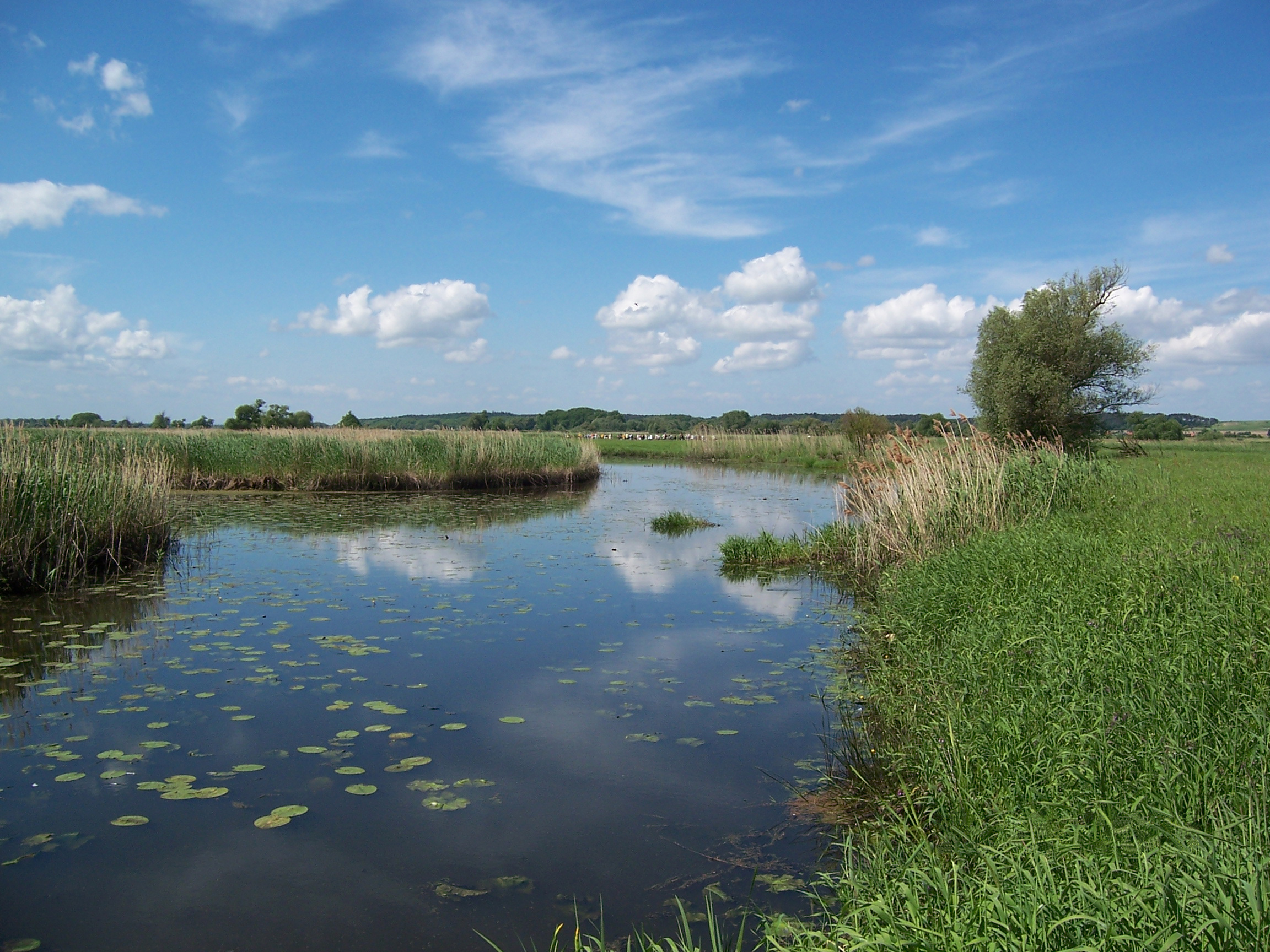
Park Narodowy Doliny Dolnej Odry, jeden z pięciu powołanych na terenie byłej NRD w 1990 r.

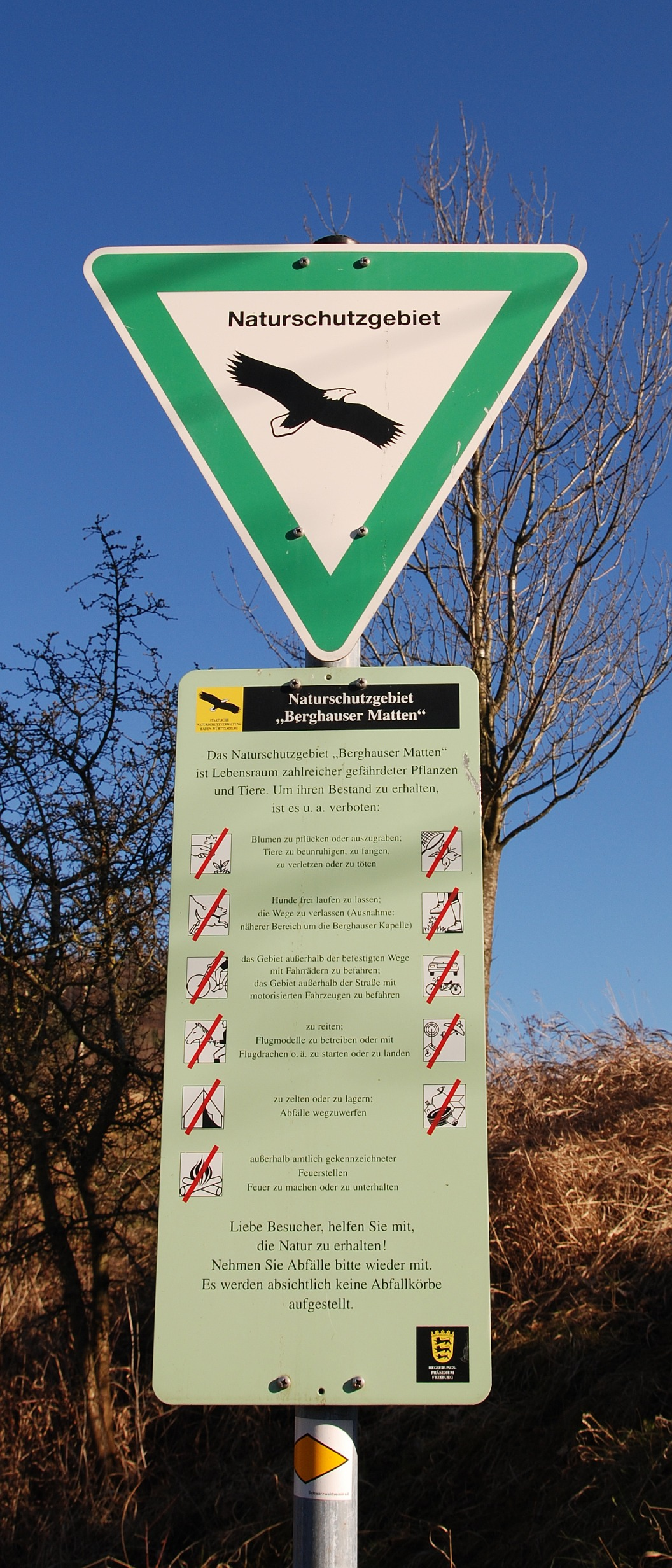
Oznaczenie rezerwatu przyrody w Badenii-Wirtembergii

Ochrona przyrody ma w Niemczech wysoki status, jest wpisana jako cel państwowy w art. 20 konstytucji od 1994 r. Ponad 42% terytorium kraju jest objęte jakąkolwiek formą ochrony przyrody, jest to jeden z największych wskaźników na świecie. Państwo bierze też udział w większości międzynarodowych inicjatyw proekologicznych. Mimo to środowisko niemieckie jest niemal całkowicie przetworzone przez człowieka, a ponad 40% gatunków kręgowców i roślin jest zagrożonych wyginięciem w obszarze republiki federalnej. Wysokie standardy ochronne mają więc za zadanie ocalić resztki bioróżnorodności i w miarę możliwości odtworzyć stabilne ekosystemy.

## Historia ochrony przyrody w Niemczech
Najstarsze znane rozporządzenia ochronne na terenie krajów niemieckojęzycznych pochodzą z końca XIII i początku XIV wieku. Podobnie jak w innych częściach Europy, ustawy te miały cel utylitarny – ochronę zasobów przyrodniczych przydatnych w gospodarce, bądź w myślistwie, jednak ze względu na fragmentację terytorialną miały one bardzo ograniczony zasięg. Przełom w myśleniu o przyrodzie przyszedł wraz z romantyzmem, gdy zaczęto bardziej doceniać estetyczne wartości krajobrazów przyrodniczych, które stały się zagrożone przez epokę industrialną. W pierwszej połowie XIX wieku pojawiają się pierwsze ustawy ochronne ze względów krajobrazowych. W 1803 r. król Bawarii Maksymilian I Józef Wittelsbach wydał rozporządzenie chroniące park Bamberger Hain. Co najmniej od 1827 r. chroniono ostoję cisów w Wierzchlesie koło Tucholi w ówczesnym zaborze pruskim, aby ocalić przed wymarciem zagrożony gatunek. Często za pierwszy rezerwat w Niemczech uznaje się rozporządzenie rządu pruskiego chroniące Drachenfels wydane w 1836 r, choć formalnie rezerwat powołano w 1922 r.
W drugiej połowie XIX wieku wśród naturalistów wzrosła świadomość wartości dzikiej przyrody. Powstanie zjednoczonego cesarstwa i wzorce płynące głównie ze Stanów Zjednoczonych, gdzie powołano Park Narodowy Yellowstone, doprowadziły do uchwalenia pierwszego nowoczesnego prawa krajowego chroniącego ptaki w 1888 r. Od 1906 r. w Prusach dzięki inicjatywie Hugo Conwentza wprowadzono krajowy program ochrony przyrody. Podjęto także starania o wielkoobszarowe formy ochrony, wkrótce powołano Park Ochrony Przyrody Pustaci Lüneburskiej (Naturschutzpark Lüneburger Heide), prekursora niemieckich parków natury oraz duże rezerwaty przyrody w koloniach. Po I wojnie światowej politykę ochrony przyrody ujednolicono na terenie całej republiki, zaczęły powstawać pierwsze formalne rezerwaty przyrody (Naturschutzgebiet). Po dojściu NSDAP do władzy nadano jej silne znaczenie ideologiczne. Po II wojnie światowej w latach 50. po raz kolejny zreformowano system prawny doprowadzając do powstania parków natury (Naturpark, odpowiednik polskich parków krajobrazowych), a w r. 1970 powołano pierwszy park narodowy w Lesie Bawarskim. Kolejnymi znaczącymi krokami w rozwoju sieci ochrony przyrody w Niemczech było zjednoczenie kraju w 1990 r. i powołanie pierwszych obszarów Natura 2000 w 1998 r.

## Formy ochrony przyrody
Współczesne formy ochrony przyrody zapewnia prawo federalne o ochronie przyrody z 20 grudnia 1976 r. Administracją zajmuje się Federalny Urząd Ochrony Przyrody (Bundesamt für Naturschutz) z siedzibą w Bonn. Duże kompetencje mają też poszczególne landy, które mają własne regulacje prawne i np. decydują o powoływaniu parków narodowych.
Niemieckie prawo wyróżnia następujące formy ochrony przyrody:
Rezerwat przyrody (Naturschutzgebiet) – wprowadzone do prawa w 1920 r., najstarszy powstał w 1921 r. w dolinie Neandertal koło Düsseldorfu, następnie w Siedmiogórzu koło Bonn (w miejsce obszaru chronionego Drachenfels od 1836 r.) i rezerwat Pustaci Luneburskiej. Pod koniec 2009 r. istniało 8481 rezerwatów na powierzchni 13 014,2 km². Średni rozmiar rezerwatu wynosi 154 ha, choć 60% z nich ma powierzchnię poniżej 50 ha, a 208 powierzchnię powyżej 1000 ha. Należy przy tym uwzględnić, że część rezerwatów (w tym dwa największe) znajduje się na morzu. Tylko jeden rezerwat ma charakter ścisłego: Königsbrücker Heide na Łużycach powołany na terenie dawnego poligonu wojskowego.
Park narodowy (Nationalpark) – pierwsze inicjatywy inspirowane amerykańskimi parkami narodowymi pojawiły się na początku XX wieku, jednak dopiero w 1970 r. powołano pierwszy park narodowy. Ponieważ w Niemczech nie ma dużych przestrzeni nietkniętych ręką człowieka, stworzono plan „rozwojowych parków narodowych” (Entwicklungsnationalparke), tzn. mających renaturalizować wybrane obszary. Wprowadzenie ścisłej ochrony przewiduje się zwykle w procesie kilkudziesięcioletnim.
Narodowy pomnik przyrody (Nationales Naturmonument) – są nową formą ochrony przyrody wprowadzoną w 2010 r. mającą odpowiadać kategorii III obszarów chronionych IUCN. Dotąd powołano dwa narodowe pomniki przyrody.
Rezerwat biosfery (Biosphärenreservat) – jest międzynarodowo rozpoznaną formą ochrony przyrody mającą prawne zastosowanie na terenie Niemiec i obok parków narodowych cieszącą się największym prestiżem. Są powoływane w celu zachowania cennego dziedzictwa przyrodniczo-kulturowego promując postawy zrównoważonego rozwoju. Obecnie istnieje 16 rezerwatów biosfery, z czego niektóre pokrywają tereny parków narodowych.
Obszar chronionego krajobrazu (Landschaftschutzgebiet) – forma analogiczna do polskiej, tworzona w celu ochrony cennych krajobrazowo przestrzeni. Do końca 2009 r. powołano 7409 takich obszarów, obejmujących 28,5% kraju.
Park krajobrazowy (Naturpark) – odpowiednik polskiego parku krajobrazowego. Za pierwszy park natury uznaje się Park Natury Pustaci Lüneburskiej, jednak zyskał on współczesny charakter dopiero w 2006 r. Pojęcie parku przyrody do niemieckiego prawodawstwa włączono w 1956 r., a w 1958 r. powołano pierwsze z nich. W 2011 r. istniały 104 parki zajmujące 27% powierzchni Niemiec.
Chronione siedliska (Besonders geschützte Biototypen) – niektóre siedliska ustawowo podlegają zawsze ochronie na poziomie zbliżonym do rezerwatów przyrody. Należą do nich naturalne ekosystemy wodne, bagna, torfowiska, wydmy, urwiska skalne, naturalne formy wybrzeża morskiego, wybrane ekosystemy leśne.
Ponadto wyróżnia się: pomniki przyrody (Naturdenkmal), chronione fragmenty krajobrazu (geschützt Landschaftbestandteil), obszary Natura 2000, obszary objęte postanowieniami konwencji ramsarskiej, w Badenii-Wirtembergii, Bawarii i Hesji także lasy ochronne (Bannwald), a w Badenii-Wirtembergii dodatkowo jeszcze rezerwaty leśne (Schonwald).